# Enrique Jiménez González
Enrique Jiménez González (Madrid, 1888 - 1957) fou un matemàtic espanyol. Doctorat en Ciències exactes en la Universitat Central de Madrid, va ser professor d'aritmètica, àlgebra, geometria analítica i càlcul infinitesimal en escoles superiors, així com de ciències en els Instituts de Segon Ensenyament.
Era catedràtic en la seva universitat quan va haver de sortir d'Espanya arran de l'exili republicà a l'acabar la Guerra Civil, i a Mèxic va ocupar funcions igualment destacades, com a director de l'Institut Lluís Vives.Va donar a conèixer estudis sobre la teoria de les substitucions i els sistemes polars; ampliació i complement de matemàtiques, Geometria analítica i Geometria descriptiva. Jiménez va morir el 1957, mateix any en el qual va expirar Ricardo Vinós Sants.